# 鳥取県道202号津原穴沢線
鳥取県道202号津原穴沢線（とっとりけんどう202ごう つわらあなざわせん）は、鳥取県東伯郡北栄町から倉吉市に至る一般県道である。

## 概要
東伯郡北栄町亀谷から倉吉市穴沢に至る。
実際の起点は東伯郡北栄町内にあるが、市境から数十mしか離れていないため、隣接する倉吉市津原を起点として扱っている。

### 路線データ
- 起点 鳥取県東伯郡北栄町亀谷（鳥取県道151号倉吉東伯線交点）
- 終点 鳥取県倉吉市穴沢（穴沢交差点、鳥取県道23号倉吉由良線交点）

## 路線状況

### 道路施設

#### 橋梁
- 穴沢橋（円城寺川、倉吉市）

## 地理

### 通過する自治体
- 鳥取県
  - 東伯郡北栄町 - 倉吉市

### 交差する道路
| 交差する道路            | 市町村名 | 市町村名 | 交差する場所 | 交差する場所      |
| ----------------------- | -------- | -------- | ------------ | ----------------- |
| 鳥取県道151号倉吉東伯線 | 東伯郡   | 北栄町   | 亀谷         | 起点              |
| 鳥取県道23号倉吉由良線  | 倉吉市   | 倉吉市   | 穴沢         | 穴沢交差点 / 終点 |

### 沿線
- 灘手郵便局